# Волга (футбольный клуб, Тверь)
«Во́лга» — российский футбольный клуб из Твери. Основан в 1957 году.

## Прежние названия
До 1936 года сильнейшими командами в городе были: ТКВКиЛСИ (Тверской кружок велосипедистов, конькобежцев и любителей спортивных игр), МКС (Морозовский клуб спорта), сборная Твери. Затем в 1936—1949, 1953—1956 годах спортивную честь Верхневолжья защищал калининский «Спартак» (также существовала команда города Калинина, в 1952 году занявшая 6-е место в высшей лиге — классе «А»). С 1957 года город представляла «Волга» (в 1957 году команда носила название «Химик», в 1992—1995 годах — «Трион-Волга»), выступала в соревнованиях команд мастеров до 2000 года и с 2004 по 2017 год.

## История
Официально дата основания футбольного клуба «Волга» — 8 марта 1957 года. Однако команды в Твери/Калинине, в том числе — принимавшие участие во всесоюзных соревнованиях среди команд мастеров, существовали и раньше.
В 1908 году преподаватель гимнастики Тверского реального училища Федор Антонович Ждановский принес на один из уроков футбольный мяч и вскоре на Соборном плацу (на месте нынешнего стадиона «Химик») играли в новую игру не только реалисты, но и гимназисты, семинаристы и ученики городского училища. В этом же году в Твери появилась и первая футбольная команда, организованная по инициативе председателя комитета Тверского кружка велосипедистов, конькобежцев и любителей спортивных игр А. Фюрера. В январе 1912 года представители футбольных лиг 8 городов (в том числе и Твери) на учредительном собрании создали Всероссийский футбольный союз. В 1913—1914 годах сборная Твери была среди участников 2-го и 3-го первенств Российской империи. А к 20-м годам прошлого века футболисты Твери стали одними из сильнейших в стране.
В 1920 году состоялся первый чемпионат Тверской губернии, в котором приняло участие 14 команд, в том числе и футболисты Морозовского кружка спорта (МКС) из Твери. В том же году тверские футболисты участвовали в первом чемпионате РСФСР и вышли в финал, где в упорной борьбе проиграли команде Москвы.
В 1972 году калининская «Волга» под флагом студенческой сборной СССР выступила на чемпионате Европы среди студентов в Румынии. Турнир проходил во 2-й половине июля. Команды были разбиты на 4 группы. Первые две команды выходили в 1/4 финала. «Волга» попала в группу 1 вместе со сборными Люксембурга, Чехословакии и второй сборной Румынии, сформированной на основе команды «Университатя» из Крайовы. 19 июля калининцы встречались с Румынией-2 и одержали победу со счетом 2:1, голы у нашей команды забили Мешков (31 мин.) и Трусов (56 мин.). 21 июля команда встречалась со сборной Чехословакии и потерпела поражение со счетом 1:2, голом в составе «Волги» отметился Мосаленков. 23 июля команда сыграла вничью 1:1 со сборной Люксембурга, голом в составе калининцев отметился Мешков. В итоге команда заняла 2-е место в группе и вышла в 1/4 финала на победителя 4-й группы — первую сборную Румынии, которой 25 июля проиграла со счетом 0:2. Румыния-1 в итоге стала чемпионом Европы, а соперники калининцев по группе из Чехословакии бронзовыми призёрами первенства. Из 16 игроков студенческой сборной СССР 15 человек представляли калининскую «Волгу»: Александр Трусов, Анатолий Мосаленков, Валерий Черняев, Василий Калашников, Виктор Галкин, Виктор Мешков, Владимир Аксёнов, Владимир Жуков, Владимир Малинин, Владимир Рудаков, Вячеслав Ишерский (Ищерский), Вячеслав Костенко, Евгений Васильев, Игорь Тельнов, Николай Кузьмин. Единственным «легионером» в составе сборной был второй вратарь Борис Русанов из кемеровского «Кузбасса».
В сезоне 2009/10 клуб вышел в 1/4 финала Кубка России, что является рекордом для современного периода существования «Волги».
После сезона 2016/2017 из-за долгов команда заявила о прекращении выступления в ПФЛ.

### «Волга-1908» и СШОР-«Волга»

Эмблема ФК «Волга 1908»

В начале 2017 года параллельно пока ещё продолжавшей участвовать в Первенстве ПФЛ «Волге» был образован любительский клуб «Волга-1908» (под него также был создан фонд поддержки тверского футбола), однако команда, проведя несколько матчей межрегионального первенства в зоне «Золотое кольцо», снялась с соревнования из-за отсутствия финансирования. По итогам Конференции РФС, прошедшей 26 мая 2018 года некоммерческое партнерство «Футбольный клуб „Волга“ (г. Тверь)» было исключено из членов РФС. В конце мая 2018 года в первенстве зоны «Золотое кольцо» стартовала команда СШОР-«Волга».
3 июля 2018 года клуб «Волга-1908» получил лицензию РФС, дающую право на выступление в Профессиональной футбольной лиге в сезоне 2018/19. Предполагалось, что выступление «Волги-1908» в национальном первенстве будет полностью финансироваться из внебюджетных источников, за счет средств спонсоров и партнеров. Однако, в дальнейшем лицензия на участие в профессиональных соревнованиях была отозвана, и повторно заявиться на сезон-2018/19 клуб не успел.
В первенстве ММФ «Золотое кольцо» сезона 2019 года (так же как и в сезонах 2017 и 2018) играла команда СШОР-«Волга», в 2020 и 2021 годах — СШОР и СШОР по футболу, соответственно, в 2022 году — вновь СШОР-«Волга» (все — Тверская область, домаший стадион — «Юность» в Твери).

### ФК «Тверь»
В конце 2019 года стало известно, что при поддержке тульского «Арсенала» в Твери будет создана детская футбольная академия. 2 апреля 2020 года на официальном сайте правительства Тверской области появилась новость о возвращении в город профессионального футбола. Для участия в новом сезоне ПФЛ был создан клуб с названием «Тверь» взамен «Волги», название которой находится под запретом из-за долгов. Команда «СШОР-Волга» стала молодёжной командой ФК «Тверь».

## Рекордсмены команды

### По количеству игр в первенствах страны
1. Сергей Хомутов — 413
2. Александр Трусов — 384
3. Владимир Рудаков — 371
4. Владимир Аксёнов — 336
5. Владимир Комков — 332
6. Василий Калашников — 305
7. Владимир Горячев — 300
8. Владимир Малинин — 299
9. Виктор Галкин — 285
10. Дмитрий Гулин — 280
11. Владимир Зайцев — 278

### По количеству забитых мячей
1. Александр Трусов — 104
2. Владимир Комков — 96
3. Владимир Малинин — 86

## Достижения
Чемпионат РСФСР / Чемпионат СССР:
- Чемпион РСФСР: 1963
- Бронзовый призёр чемпионата РСФСР: 1960

Кубок СССР / России:
- 1/4 финала: 2009/10

Первая лига СССР / России:
- 1-е место: 1960 (зона 2 РСФСР)
- 3-е место: 1960 (финал РСФСР)
- 2-е место: 1959 (зона 5)
- 18-е место: 1992 (зона «Запад»)

Вторая лига СССР / России:
- 2-е место: 1963 (зона 1)
- 1-е место: 1963 (Финал РСФСР)
- 3-е место: 1970 (зона 2), 1978 (зона 1)
- 3-е место, зона «Запад»: 2004

Вторая низшая лига СССР / Третья лига России
- 1-е место, 6-я зона: 1990
- 2-е место: 1996

Первенство КФК России:
- 2- место, зона («Золотое кольцо»): 2003

Прочие соревнования:
- Финалист Кубка Прибалтийских стран (в ГДР): 1961
- Обладатель Кубка РСФСР: 1975
- Победитель международного турнира «The Delhi Cloth Mills Trophy»: 1978[16]
- Победитель зимнего турнира МРО «Северо-Запад»: 2011
- Чемпион Центрального Совета ДСО «Спартак»: 1936, 1940